# Ресторан
Ресторан је угоститељски објекат у коме се припрема и послужује храна и пиће по избору гостију.

## Етимологија
Реч потиче из раног 19. века, када је преузета из француске речи restaurer 'обезбедити храну', дословно 'вратити у претходно стање' и, будући да је партицип презента глагола, могуће је да је термин ресторан био кориштен као „ресторативно пиће“, а у преписци из 1521. године значи „оно што враћа снагу, очвршћује храну или лек“.

## Историја
Установа за јавну исхрану слична ресторану помиње се у запису из 512. п. н. е. из древног Египта. Служило је само једно јело, тањир житарица, дивље птице и лук.
Претеча модерног ресторана је термополијум, установа у старој Грчкој и старом Риму која је продавала и служила храну и пиће готове за јело. Ови објекти су по функцији били донекле слични модерним ресторанима брзе хране. У њих су најчешће долазили људи којима је недостајала приватна кухиња. У Римском царству били су популарни међу становницима стамбених блокова.
У Помпеји је идентификовано 158 термополија са сервисним шалтерима широм града. Они су били концентрисани дуж главне осовине града и јавних простора где су их посећивали мештани.
Римљани су имали и попину, вински бар који је поред разноврсних вина нудио ограничен избор једноставних намирница попут маслина, хлеба, сира, варива, кобасица и каша. Попине су биле познате као места за дружење плебејаца из нижих класа римског друштва. Док су неке били ограничене само у једној просторији за стајање, друге су имале столове и столице, а неколицина чак и кауче.
Још једна рана претеча ресторана била је гостионица. Широм древног света, гостионице су биле постављене поред путева како би се опслуживале људе који су путовали између градова, нудећи смештај и храну. Оброци су обично сервирани за заједничким столом гостима. Међутим, није било менија или опција за избор.
Арташастра упућује на установе у којима се продавала припремљена храна у древној Индији. Један пропис каже да „они који тргују куваним пиринчем, алкохолом и месом“ треба да живе на југу града. Други наводи да надзорници складишта могу давати вишкове мекиња и брашна „онима који припремају кувани пиринач и пиринчане колаче“, док пропис који укључује градске надзорнике наводи „продавце куваног меса и куваног пиринча“.
Прво познато служење хране у неком објекту, које се може уредити са рестораном, забележено у документима који потичу из 12. века. У Кини у граду Хангзо, културном и политичком средишту за време династије Сунг.
Постоји директна корелација између раста ресторана и институција позоришне сценске драме, коцкања и проституције које су служиле растућој трговачкој средњој класи током династије Сонг. Ресторани су задовољили различите стилове кухиње, ценовне категорије и верске захтеве. Чак и у оквиру једног ресторана били су доступни избори, а људи су јела наручивали са написаних менија. Један извештај из 1275. пише о Хангџоу, главном граду током друге половине династије:
Људима Хангџоа је веома тешко угодити. Стотине наређења се дају на све стране: ова особа жели нешто топло, друга нешто хладно, трећа нешто млако, четврта нешто расхлађено. Један жели кувану храну, други сирову, један бира печење, други роштиљ.
Ресторани у Хангџоу су такође служили многим северним Кинезима који су побегли на југ из Кајфенга током Ђурчинске инвазије из 1120-их, док је такође познато да су многе ресторане водиле породице пореклом из Кајфенга.

## Модеран формат
Најранији „ресторани” модерног формата који су користили ту реч у Паризу били су објекти у којима се служио бујон, супа од меса и јаја за коју се говорило да враћа здравље и снагу. Први ресторан ове врсте отворио је 1765. или 1766. Матур Роз де Шонтвазо у улици де Поли, сада у склопу улице де Лувр. Име власника се понекад наводи као Буланже. За разлику од ранијих места за јело, била је елегантно уређена локација, а осим месне чорбе нудила је и мени са још неколико „ресторативних” јела, укључујући макароне. Шонтвазо и други кувари понели су титулу „угоститељи-ресторатери“. Иако није прва установа у којој се може наручити храна, па чак и супе, сматра се да је прва која је нудила мени са доступним јелима.
У западном свету, концепт ресторана као јавног места где конобари служе храну са фиксног менија је релативно новији, датира из касног 18. века. Модерна ресторанска култура настала је у Француској током 1780-их.
У јуну 1786. париски проректор је издао декрет којим је новој врсти ресторана дао званични статус, овлашћујући угоститеље да примају клијенте и да им нуде оброке до једанаест увече зими и поноћи лети. Амбициозни кувари из племићких домаћинстава почели су да отварају разрађенија места за јело. Први луксузни ресторан у Паризу, Велика лондонска таверна, отворио је у Краљевској палати почетком 1786. Антоан Бувије, бивши кувар грофа од Провансе. Имао је столове од махагонија, платнене столњаке, лустере, добро одевене и обучене конобаре, дугачку винску листу и обиман мени са богато припремљеним и представљеним јелима. На његовом менију су била јела попут јаребице са купусом, телећи котлети печени на маслацу и патка са репом. Сматра се да је ово био „први прави ресторан”. Према Брија-Савара, ресторан је био „први који је комбиновао четири основна елемента елегантне собе, паметних конобара, одабраног подрума и врхунског кувања“.
После Француске револуције број ресторана је нагло порастао. Због масовног исељавања племића из земље, многи кувари из аристократских домаћинстава који су остали незапослени су основали нове ресторане. Један ресторан је 1791. покренуо Мејо, бивши кувар војводе од Орлеана, који је нудио винску листу са двадесет два избора црног вина и двадесет седам белог вина. До краја века постојала је колекција луксузних ресторана у Краљевској палати: Уре, Кувер еспањол; Феврије; Грот фламанд; Вери, Мас и Кафе де Шатр (још увек отворен, сада Ле Гранд Вефо).
Године 1802, овај термин је примењен на установу у којој се служила ресторативна храна, као што је бујон, месни супа („établissement de restaurateur“). Затварање кулинарских цехова и друштвене промене које су резултат индустријске револуције значајно су допринеле повећању заступљености ресторана у Европи.

## Врсте ресторана
Ресторани се према врсти и начину припремања хране и послуживању деле у неколико категорија. Основна подела је према врсти хране коју послужују. Разликујемо Италијанске, Француске, Кинеске, Мађарске, Српске, Грчке и друге ресторане у којима се јела припремају на исти начин као у земљама из којих потиче кухиња датог ресторана.